# David Brainerd
David Brainerd (Connecticut, 20 de abril de 1718 – Northampton, 9 de outubro de 1747) foi um missionário norte-americano ligado à Igreja Congregacional e tinha tendências presbiterianas. Utilizou com sua igreja formada pelos índios que evangelizou, o Catecismo de Westminster.